# Georgiana xanthomelaena
Georgiana xanthomelaena är en skalbaggsart som först beskrevs av White 1856.  Georgiana xanthomelaena ingår i släktet Georgiana och familjen långhorningar. Inga underarter finns listade i Catalogue of Life.